# جيم ماكويد
جيم ماكويد (بالإنجليزية: Jim McQuade)‏ هو لاعب كرة قدم ومدرب كرة قدم بريطاني، ولد في 14 أكتوبر 1933 في بارهيد (اسكتلندا) في المملكة المتحدة. لعب مع نادي دمبرتون.